# 阿薩伊棕櫚
阿薩伊棕櫚或千叶菜棕是一种原產於巴西亞馬遜地區的棕榈树（棕榈科菜椰属），因其果实（阿薩伊果）、棕榈心（作为蔬菜）、叶子和树干木材而被人种植。该物种原产于亚马逊东部，尤其是巴西，主要分布在沼泽和洪泛平原，树干高大细长，可达25米（82英尺）高，羽状叶可长达3米（9.8英尺）。
阿薩伊果（acai berry，acai）又稱巴西莓，外表類似藍莓，可以食用。阿薩伊果的營養價值非常高，果實中含有豐富的多酚、鐵份、膳食纖維和鈣質等營養元素，經常用來生食、製作果汁或在沙拉中食用。近年世界的阿薩伊果需求迅速增加。